# ОК ЦСКА Москва
Одбојкашки клуб ЦСКА Москва (рус. Волейбольный клуб ЦСКА Москва) је био одбојкашки клуб из Москве, Русија. Клуб је основан 1946, а угашен 2009. године. Био је део Спортског друштва ЦСКА Мосва.
Са 36 титула националног првенства, 6 трофеја националног купа, 13 трофеја Купа европских шампиона и 3 Суперкупа Европе ЦСКА је најтрофејнији клуб на простору бившег Совјетског Савеза и међу најтрофејнијим у Европи.

## Историја
Клуб је основан 1946. године у оквиру Војног института за стране језике Црвене армије и већ од самог почетка је ушао у сам врх одбојке у Совјетском Савезу, јер је исте године завршио у првенству као вицепрвак. Први трофеј ЦСКА је освојио 1949. године, када је први пут постао првак Совјетског Савеза, а следеће године је успео да одбрани титулу. ЦСКА 1951. није успео да освоји титулу, али је зато од 1952. до 1962. освојио чак осам титула у првенству, као и први трофеј Купа Совјетског Савеза 1953. године.
Са настанком Купа европских шампиона 1959. клуб излази и на међународну сцену. Прво издање овог такмичења је освојио управо ЦСКА, победивши у финалу Рапид из Букурешта. ЦСКА је и наредне три сезоне играо финала Купа европских шампиона, и то сваки пут са Рапидом, али је трофеј освојио само 1962. године.
Након паузе од две године због тога што су 1963. првенство играле само екипе совјетских република и наредне 1964. која је била посвећена припреми националног тима за ЛОИ 1964., ЦСКА 1965. и 1966. наставља свој низ и осваја четврту и пету узастопну титулу.
Првенство 1967. су поново играле само совјетске републике, док је наредне две сезоне ЦСКА завршио без значајнијих резултата. Након те кратке паузе без трофеја, ЦСКА са почетком 70-их година двадесетог века постаје доминантан у совјетској и европској одбојци. Од сезоне 1969/70. почиње невероватан низ од чак четрнаест узастопних титула у националном првенству, који је тек у сезони 1983/84. успео да прекине Радиотехник из Риге. У Купу европских шампиона ЦСКА је након једанаест година поново дошао у први план, успео је да од 1973. до 1975. освоји три трофеја заредом, што није пошло за руком никоме до тада. Низ је 1976. прекинуо чехословачки клуб Дукла Либерец, а 1977. ЦСКА поново стиже до трофеја Купа европских шампиона, укупно шестог. Наредне четири сезоне ЦСКА није био успешан у Купу европских шампиона, осим сезоне 1980/81. када је стигао до финала, где је поражен од Динама из Букурешта.
Након те сезоне 1983/84. без титуле, ЦСКА је успео да освоји титулу у свих седам сезона првенства Совјетског Савеза, пре него што је та лига расформирана 1991. године због распада државе. Осамдесетих година ЦСКА стиже и до нових трофеја у Купу Совјетског Савеза, па је од 1980. до 1985. освојио четири и тако стигао до укупне пет трофеја националног купа.
Већ почетком осамдесетих у сам врх европске клупске одбојке уздижу се италијански клубови, као главни конкуренти источноевропским, који су били доминантни до тада. ЦСКА 1982. и 1983. је поново постао победник најјачег европског такмичења, затим је италијанска Сантал Парма освојила два трофеја, а онда је ЦСКА направио нови подвиг. Успео је да поправи свој рекорд и овај пут освоји Куп европских шампиона четири пута заредом, од 1986. до 1989. године. Сва четири пута у финалу су савладани италијански клубови, прве године бранилац трофеја Сантал Парма, а наредне три Панини Модена. Последњи трофеј Купа европских шампиона ЦСКА је освојио у сезони 1990/91., победом над Максиконо Пармом у финалу, док је последњи велики резултат у овом такмичењу остварен у наредној сезони 1991/92., када је ЦСКА завршио на трећем месту.
Након распада Совјетског Савеза ЦСКА је 1992. такмичење наставио у првенству Русије. Успео је да од 1994. до 1996. освоји три првенства, као и Куп Русије 1994. године. То су били и последњи трофеји овог клуба, јер већ крајем деведесетих због финансијских потешкоћа почиње понор клуба. Сезону 1999/00. ЦСКА је завршио на последњем месту у Суперлиги Русије и тако по први пут од оснивања клуба испао из елитног ранга. Наредних пет сезона ЦСКА је играо у А лиги, док се од сезоне 2005/06. такмичио у Б лиги, трећем рангу такмичења.
Крајем јуна 2009, због финансијских проблема руководство клуба је одустало од такмичења у сезони 2009/10. и клуб је угашен..

## Успеси
Национално првенство - 36
- Првенство Совјетског Савеза :

Првак (33) : 1949, 1950, 1952, 1953, 1954, 1955, 1958, 1960, 1961, 1962, 1965, 1966, 1970, 1971, 1972, 1973, 1974, 1975, 1976, 1977, 1978, 1979, 1980, 1981, 1982, 1983, 1985, 1986, 1987, 1988, 1989, 1990, 1991.
Вицепрвак (2) : 1946, 1957.
- Првенство Русије :

Првак (3) : 1994, 1995, 1996.
Вицепрвак (1) : 1993.
Национални куп - 6
- Куп Совјетског Савеза :

Освајач (5) : 1953, 1980, 1982, 1984, 1985.
- Куп Русије :

Освајач (1) : 1994.
Међународни
- Куп европских шампиона :

- Освајач (13) : 1960, 1962, 1973, 1974, 1975, 1977, 1982, 1983, 1986, 1987, 1988, 1989, 1991.
- Финалиста (3) : 1961, 1963, 1981

- Суперкуп Европе :

- Освајач (3) : 1987, 1988, 1991.
- Финалиста (3) : 1989.